# Kohleria stuebeliana
Kohleria stuebeliana är en tvåhjärtbladig växtart som beskrevs av Karl Fritsch. Kohleria stuebeliana ingår i släktet Kohleria och familjen Gesneriaceae. Inga underarter finns listade i Catalogue of Life.